# Onega

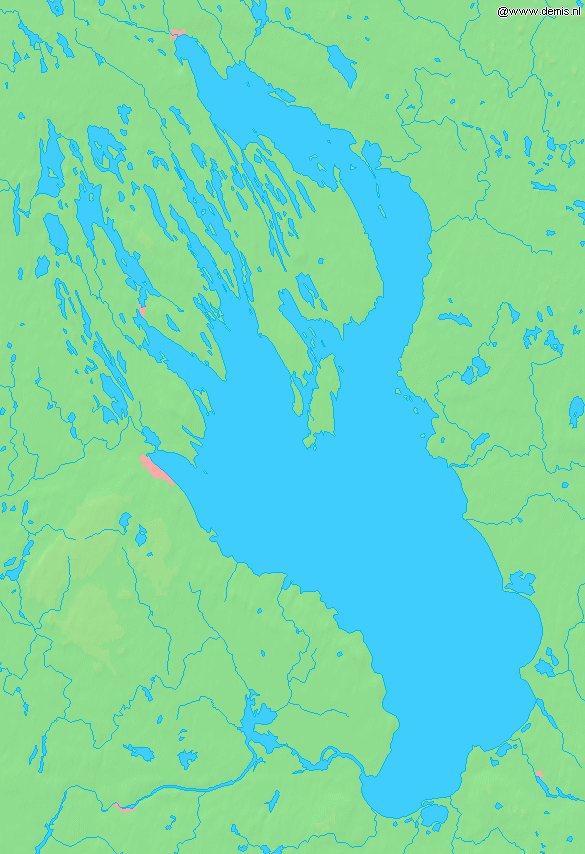
Karta över Onega.

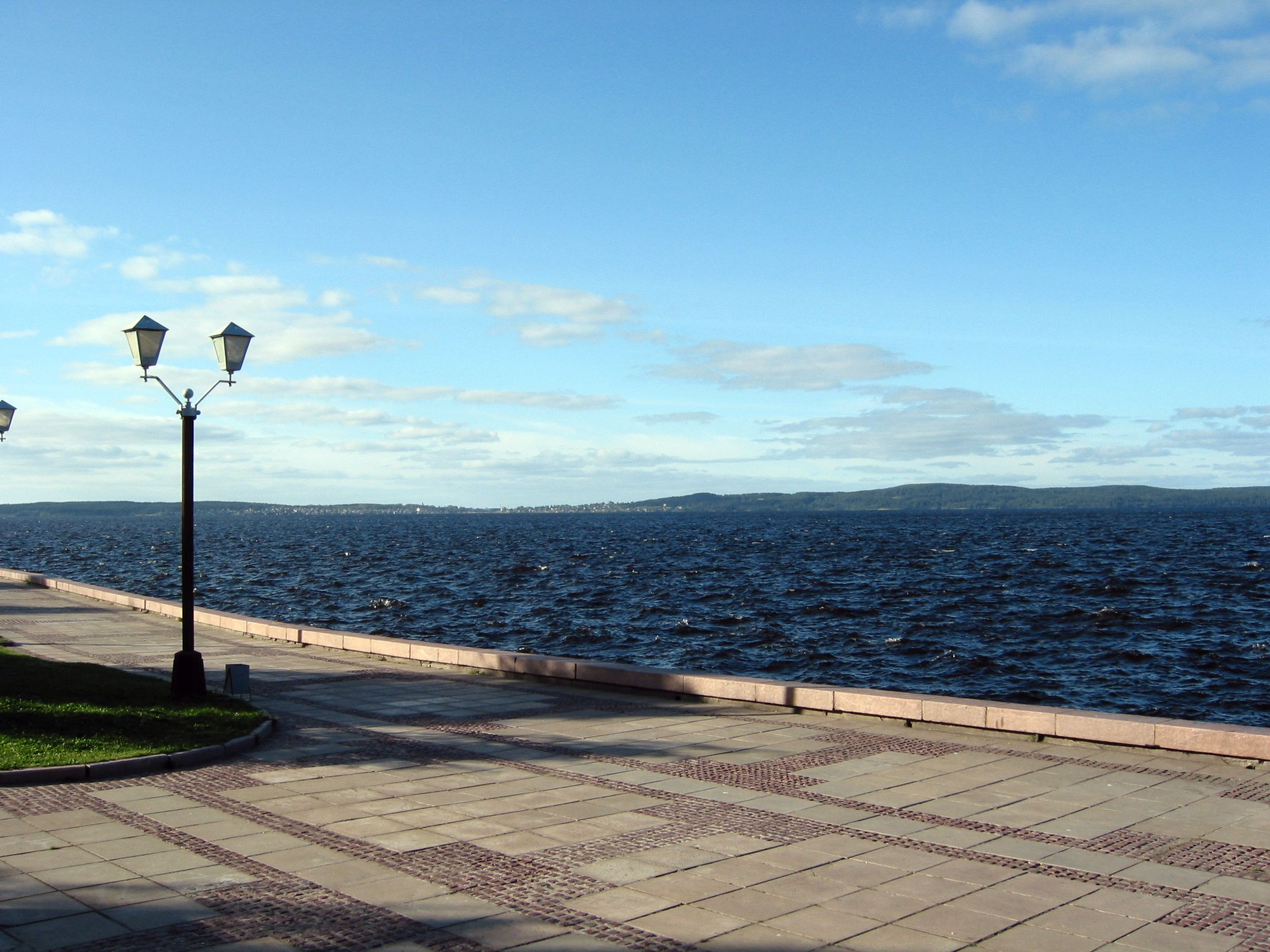
Sjön Onega vid staden Petrozavodsk.

Onegasjön (ryska: Онежское озеро, Onezjskoje ozero (ɐˈnʲeʂskəjə ˈozʲɪrə); finska: Ääninen eller Äänisjärvi; karelska: Oniegu eller Oniegu-järve; vepsiska: Änine eller Änižjärv) är en insjö i nordvästra Ryssland. Den är Europas näst största sjö, , och världens 18:e största. Den har en yta på 9 894 km², innehåller 280 km³ vatten, och har ett största djup på 150 meter. Sjön har 1 369 öar med en total area på 250 km². Onega är förbunden med Ladoga genom floden Svir och från Ladoga rinner sedan sjön ut i Finska viken via Neva. Sjön är via kanaler förbunden med Vita havet och Östersjön via Vitahavskanalen och via Volga med Kaspiska havet.
Karelska republikens centralort Petrozavodsk ligger på sjöns västra strand. Republiken omger sjön från väst, norr och öst. I söder gränsar sjön till Leningrad oblast och Vologda oblast. Unescos världsarv Kizji pogost ligger på en av öarna i Kizji-arkipelagen i den norra delen av sjön. Två magnifika 1700-talskyrkor är centralbyggnader i ett friluftsmuseum för nordrysk träarkitektur. Sommartid finns dagliga båtförbindelser dit från Petrozavodsk.
Runt hela sjön bodde tidigare stora grupper som pratade språk besläktade med finskan. På dess stränder har man funnit hällristningar. Skallar från stenåldern funna på öar i sjön har länkats ihop med finnarnas ursprung. Idag bebos endast vissa delar av finsk-ugriska folkslag, så som kareler, finnar och vepser.